# Distrikt Kicukiro
Der Distrikt Kicukiro (Kinyarwanda Akarere ka Kicukiro, ⓘ) ist einer von drei Distrikten in der Provinz Kigali von Ruanda.

## Geographie
Der Distrikt hat eine Gesamtfläche von 2944 km² und unterteilt sich in 10 Sektoren, 41 Zellen und 327 Ortschaften. Die Sektoren sind Gahanga, Gatenga, Gikondo, Kagarama, Kanombe, Kicukiro, Kigarama, Masaka, Niboye und Nyarugunga. Nachbardistrikte sind Gasabo im Norden, Rwamagana im Osten, Bugesera im Süden und Nyarugenge im Westen.
Zu den Sehenswürdigkeiten im Distrikt zählt Umusambi Village, ein renaturiertes Feuchtgebiet. Dieses dient über 50 aus dem illegalen Tierhandel befreiten Südafrika-Kronenkranichen, die nicht ausgewildert werden konnten, als Lebensraum. Darüber hinaus wurden über 130 weitere Vogelarten im Feuchtgebiet verzeichnet.

## Kultur

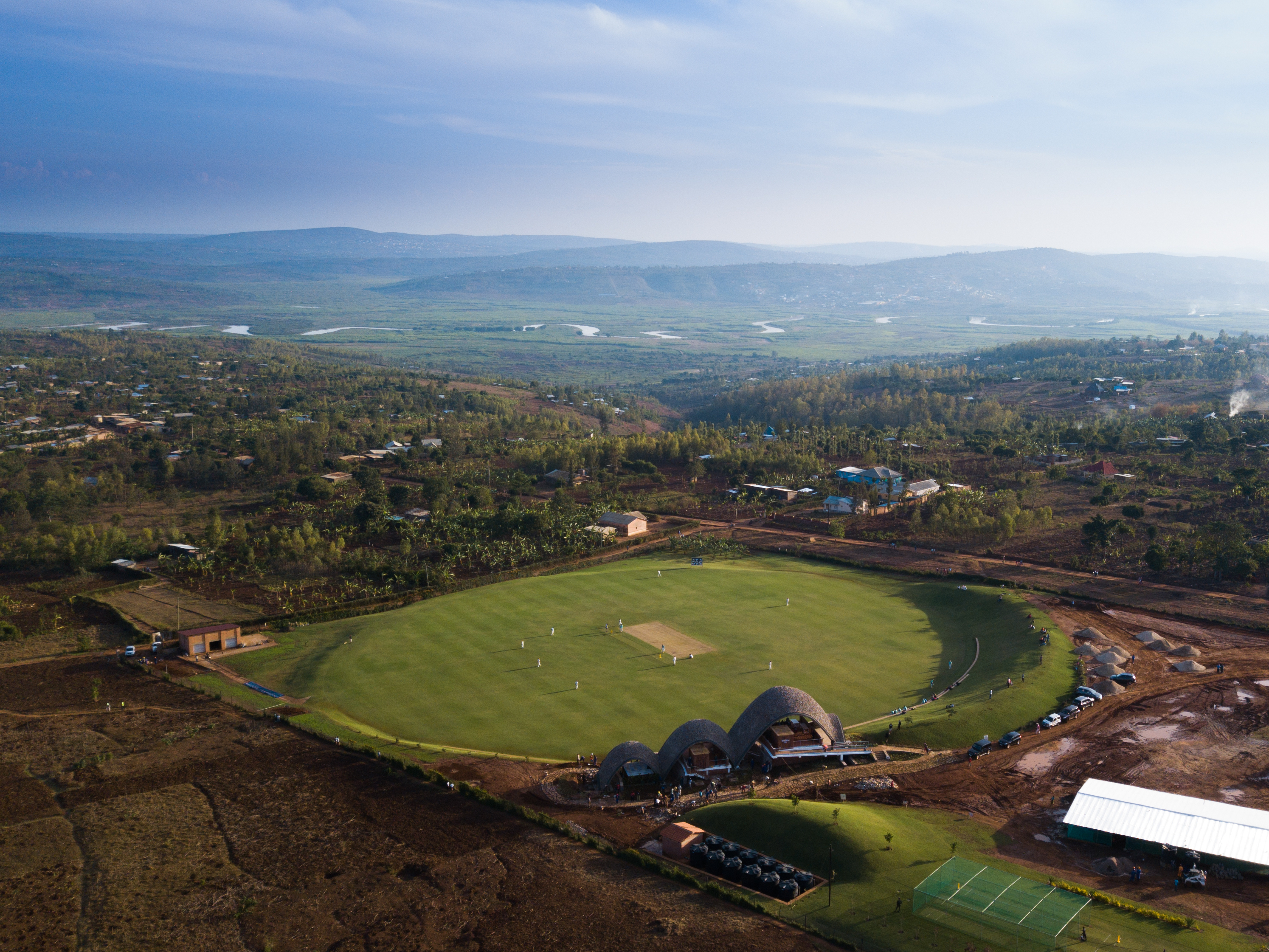
Drohnenaufnahme des Rwanda Cricket Stadiums mit dem Fluss Nyabarongo im Hintergrund

Im Distrikt befindet sich das Rebero Genocide Memorial, eine Gedenkstätte an den Völkermord in Ruanda, an der mehr als 14.400 Opfer bestattet wurden. Eine wichtige Sportstätte ist das Rwanda Cricket Stadium im Sektor Gahanga. In Nyarugunga befindet sich das Rwanda Art Museum und die Absturzstelle des am 6. April 1994 abgeschossenen Präsidentenflugzeugs.

## Bevölkerung
Stand 2022 betrug die Einwohnerzahl 491.731. Der Bevölkerungstrend ist zunehmend.
|          |            | Zellen                                                 | Fläche [km²] | 2002    | 2012    | 2022    |
| -------- | ---------- | ------------------------------------------------------ | ------------ | ------- | ------- | ------- |
| Distrikt | Kicukiro   | 41                                                     | 166,7        | 207.819 | 318.564 | 491.731 |
| Sektor   | Gahanga    | Gahanga, Kagasa, Karembure, Murinja, Nunga, Rwabutenge | 36,77        |         | 27.808  | 79.082  |
| Sektor   | Gatenga    | Gatenga, Karambo, Nyanza, Nyarurama                    | 12,44        |         | 48.640  | 67.084  |
| Sektor   | Gikondo    | Kagunga, Kanserege, Kinunga                            | 3,385        |         | 17.146  | 19.803  |
| Sektor   | Kagarama   | Kanserege, Muyange, Rukatsa                            | 7,994        |         | 14.385  | 21.277  |
| Sektor   | Kanombe    | Busanza, Kabeza, Karama, Rubirizi                      | 23,00        |         | 44.426  | 72.346  |
| Sektor   | Kicukiro   | Gasharu, Kagina, Kicukiro, Ngoma                       | 2,048        |         | 16.450  | 14.039  |
| Sektor   | Kigarama   | Bwerankori, Karugira, Kigarama, Nyarurama, Rwampara    | 8,363        |         | 43.907  | 63.153  |
| Sektor   | Masaka     | Ayabaraya, Cyimo, Gako, Gitaraga, Mbabe, Rusheshe      | 52,71        |         | 39.548  | 78.788  |
| Sektor   | Niboye     | Gatare, Niboye, Nyakabanda                             | 5,027        |         | 26.197  | 26.912  |
| Sektor   | Nyarugunga | Kamashashi, Nonko, Rwimbogo                            | 15,28        |         | 40.057  | 49.247  |

## Behörden und Organisationen
Der Distrikt Kicukiro ist unter anderem Sitz der folgenden Behörden und Organisationen:
- Gesundheitsministerium
- National Union of Disability Organizations in Rwanda, Dachverband von Behindertenverbänden
- Rwanda National Union of the Deaf, Gehörlosenverband

## Verkehr

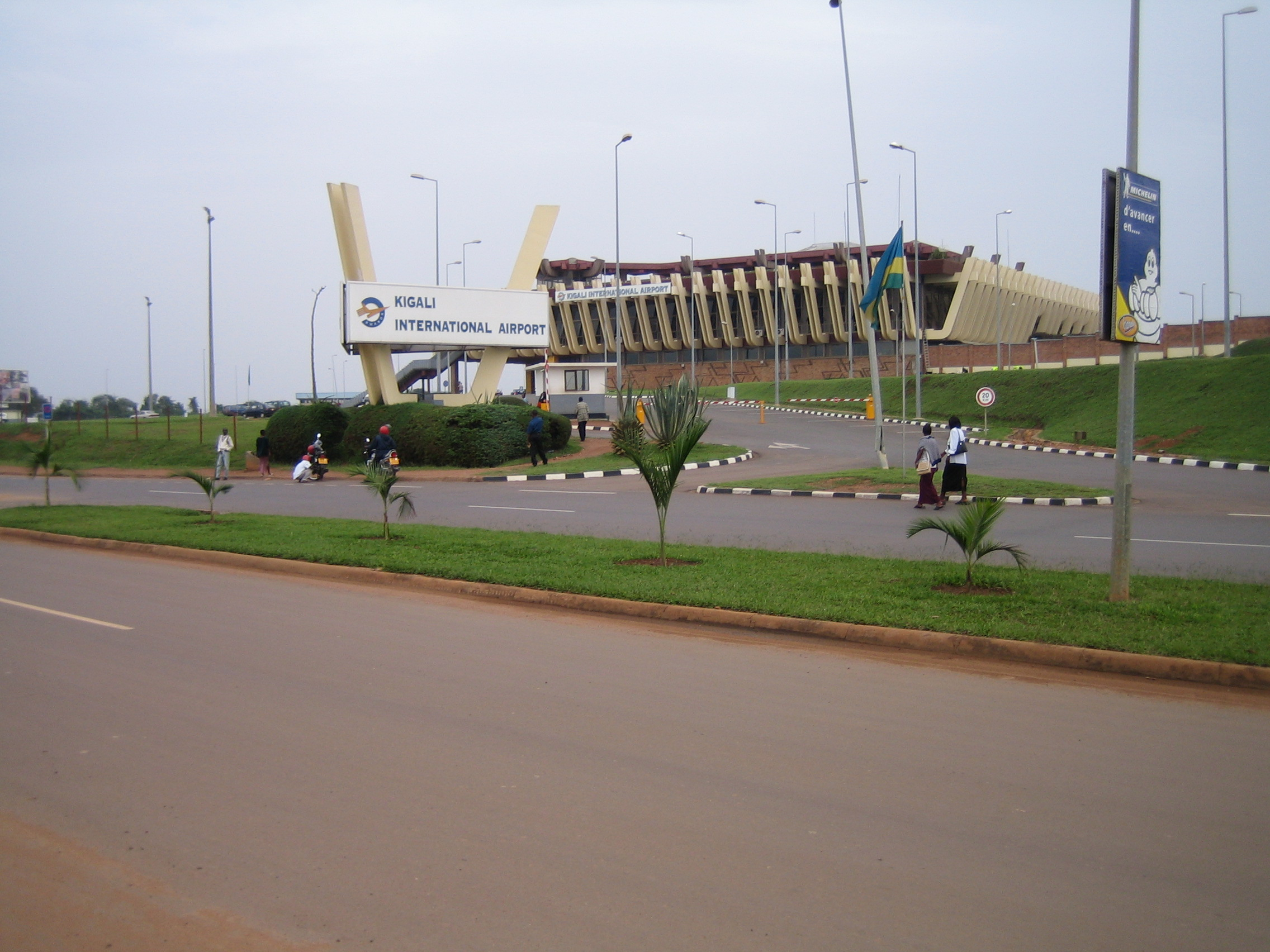
Flughafen Kigali

Innerhalb von Kicukiro befindet sich mit dem Flughafen Kigali der wichtigste Flughafen Ruandas. Nördlich von diesem verläuft die Nationalstraße 3 in Ost-West-Richtung. Von dieser geht westlich des Flughafens die Nationalstraße 5 nach Süden ab.